# (13178) Catalan
(13178) Catalan est un astéroïde de la ceinture principale.

## Description
(13178) Catalan est un astéroïde de la ceinture principale. Il fut découvert par Eric Walter Elst le 18 avril 1996 à l'ESO. Il présente une orbite caractérisée par un demi-grand axe de 3,13 UA, une excentricité de 0,148 et une inclinaison de 3,42° par rapport à l'écliptique.
Il fut nommé en hommage à Eugène Charles Catalan (1814-1894), mathématicien franco-belge, connu en particulier pour les nombres de Catalan. Ses convictions politiques de gauche lui valurent d'être temporairement exclu de l'École Polytechnique à Paris, avant d'en sortir diplômé. En 1885, l'Université de Liège l'honora en l'accueillant à sa chair d'Analyse.